# 49e cérémonie du Deutscher Filmpreis
La 49e cérémonie des Deutscher Filmpreis, organisée par la Deutsche Filmakademie (« Académie du film allemand »), s'est déroulée le 17 juin 1999.

## Palmarès
- Meilleur film :
  -  Cours, Lola, cours (Lola rennt) de Tom Tykwer
  -  23 (23 – Nichts ist so wie es scheint) de Hans-Christian Schmid
  -  Rencontres nocturnes (Nachtgestalten) de Andreas Dresen
  - Aimée et Jaguar (Aimée & Jaguar) de Max Färberböck
  - Herr Zwilling und Frau Zuckermann de Volker Koepp
  - L'Engrenage (Kurz und schmerzlos) de Fatih Akın
  - Wir machen weiter de Wolfgang Ettlich
  - Bin ich schön? de Doris Dörrie